# トリヘキサコンタン
| トリヘキサコンタン | トリヘキサコンタン |
| ------------------ | ------------------ |
| CH3(CH2)61CH3      |                    |
| IUPAC名            | トリヘキサコンタン |
| 分子式             | C63H128            |
| 分子量             | 885.6904           |
| CAS登録番号        | 7719-84-8          |

トリヘキサコンタン (Trihexacontane) とは、直鎖状のアルカンの1種。炭素原子が63個、分岐することなく一列に連なっている。分子式はC63H128。分子量は885.6904。（沸点と引火点データ見つからず）